# Sikulische Sprache
Als sikulische Sprache wird eine Sprache, benannt nach dem antiken Volk der Sikuler, bezeichnet, die während der Griechischen Kolonisation auf Sizilien gesprochen wurde und die durch viele direkte oder indirekte Sprachzeugnisse aus dem 6. bis 4. Jahrhundert v. Chr. für unterschiedliche Regionen Siziliens bezeugt ist.
Die Sprache ist durch circa 1000 Glossen, die bei antiken Autoren als Sikulisch bezeichnet werden, überliefert sowie durch eine Anzahl von Inschriften des 6. bis 4. Jahrhunderts v. Chr. Die Inschriften beweisen die Übernahme des griechischen Alphabets. Es gibt ein paar Eigenheiten, vor allem das pfeilförmige Alpha (alpha Siculum), das zwar auch auf griechischen Inschriften in Sizilien begegnet, aber aufgrund des alternativlosen Vorkommens in sikulischen Texten als eine Besonderheit gilt, die von den indigenen Bewohnern der Insel entwickelt wurde. Die wichtigste Überlieferung der Sprache ist eine antike Vase aus dem 5. Jahrhundert v. Chr., die in Centuripe entdeckt wurde und fast 100 Buchstaben umfasst. 
Anhand dieser Funde und Überlieferungen gilt eine Zugehörigkeit zu den indogermanischen Sprachen als sicher und eine Verwandtschaft mit den italischen Sprachen als sehr wahrscheinlich. Die genaue Stellung zu diesen ist jedoch ungeklärt. Untermann verweist auf Parallelen zum Oskisch-Umbrischen, Pierre Grimal nimmt eine Verwandtschaft mit den latinisch-faliskischen Sprachen an. Das Sikulische ist bisher kaum verständlich.

## Der Text aus Centuripe
NUNUSTENTIMIMARUSTAINAMIEMITOMESTIDUROMNANEPOS
DUROMIEMTOMESTIVELIOMNEDEMPONITANTOMEREDESUINO
BRTOME…
Es gab mehrere Versuche, ihn zu übersetzen (z. B. Vittore Pisani 1963, Gerhard Radke 1996), ohne ein sicheres Ergebnis.